# CEV Champions League 2023–2024 (damer)
CEV Champions League 2023–2024 var den 64:e  upplagan av tävlingen, som är den mest prestigefyllda klubbtävlingen i volleyboll i Europa. Den startade 10 oktober 2023 och spelades till 5 maj 2024. I turneringen deltog 26 klubblag från  CEV:s medlemesförbund. Imoco Volley vann turneringen för andra gången genom att besegra Unione Sportiva Pro Victoria Pallavolo Monza i finalen med 3-2 i set. Tijana Bošković var främsta poängvinnare med 259 bollpoäng, medan Isabelle Haak utsågs till mest värdefulla spelare.

## Regelverk
Turneringen bestod av kval, gruppspel och slutspel. Förutom finalen bestod varje möte mellan lag av två matcher. Matchpoäng fördelas enligt: 3 poäng för vinst med 3–0 eller 3–1 i set, 2 poäng för vinst 3–2, 1 poäng för förlust 2–3 loss och 0 poäng för förlust 1-3 eller 0-3 i set).
I kvalet deltog av åtta av de tjugoåtta kvalificerade lagen, baserat på CEV-rankingen. Det bestod av gruppspel i två omgångar. Lagen delades in i grupper om fyra lag i varje där de två främsta lagen gick vidare till nästa kvalomgång respektive huvudturneringen. De besegrade lagen i varje kvalomgång gick in i CEV Cup 2023–2024.
I gruppspelet mötte alla lag alla två gånger. Ettorna gick direkt vidare till kvartsfinal medan tvåorna och den bästa trea gick vidare till åttondelsfinal. Övriga treor fick fortsätta spel i CEV Cup 2023–2024. Placering i gruppen bestämdes av antalet vunna matcher. Om två eller flera lag hade vunnit lika många matcher bestämdes deras inbördes rangordning av:
- Antal vunna matcher
- Antalet poäng
- Setkvot (antalet vunna set delat med antalet förlorade set);
- Bollpoängskvot (antalet vunna bollar delat med antalet förlorade bollar);
- Inbördes matcher.

Slutspelet bestod av kvartsfinaler, semifinaler och final. Finalen bestod av en match på en neutral arena, medan övriga matcher genomfördes med ett dubbelmöte (hemma/borta).

## Deltagande lag
| - Asterix Kieldrecht - ŽOK Gacko - VK Maritsa - HAOK Mladost - Volley Mulhouse Alsace - Volero Le Cannet - Allianz MTV Stuttgart | - SC Potsdam - Hapoel Kfar Saba - Imoco Volley - Unione Sportiva Pro Victoria Pallavolo Monza - Pallavolo Scandicci Savino Del Bene - OK Herceg Novi - Budowlani Łódź | - KS Developres Rzeszów - ŁKS Łódź - VK Královo Pole - CSM Volei Alba Blaj - Jedinstvo Stara Pazova - OK Kamnik - CV JAV Olímpico | - Eczacıbaşı SK - Fenerbahçe SK - Vakıfbank SK - SK Prometej - Vasas SC |

## Turneringen

### Kval

#### Första omgången

##### Grupp I

###### Resultat
| 12 oktober 2023 Dom odbojke Bojan Stranić, Zagreb Speltid: 1:10 - Åskådare: 35  | ŽOK Gacko          | 0 - 3 | Asterix Kieldrecht | 20-25, 24-26, 12-25               |
| 12 oktober 2023 Dom odbojke Bojan Stranić, Zagreb Speltid: 1:09 - Åskådare: 170 | HAOK Mladost       | 3 - 0 | OK Herceg Novi     | 25-17, 25-17, 25-19               |
| 13 oktober 2023 Dom odbojke Bojan Stranić, Zagreb Speltid: 1:42 - Åskådare: 40  | ŽOK Gacko          | 1 - 3 | OK Herceg Novi     | 19-25, 25-23, 20-25, 20-25        |
| 13 oktober 2023 Dom odbojke Bojan Stranić, Zagreb Speltid: 1:17 - Åskådare: 305 | Asterix Kieldrecht | 3 - 0 | HAOK Mladost       | 30-28, 25-19, 25-21               |
| 14 oktober 2023 Dom odbojke Bojan Stranić, Zagreb Speltid: 1:55 - Åskådare: 55  | OK Herceg Novi     | 2 - 3 | Asterix Kieldrecht | 19-25, 25-20, 19-25, 25-19, 12-15 |
| 14 oktober 2023 Dom odbojke Bojan Stranić, Zagreb Speltid: 1:30 - Åskådare: 135 | HAOK Mladost       | 3 - 1 | ŽOK Gacko          | 21-25, 25-21, 25-17, 25-21        |

###### Sluttabell
| Pos. | Lag                | Pt | G | V | P | VS | FS | Kvot  | VP  | FP  | Kvot  |
| ---- | ------------------ | -- | - | - | - | -- | -- | ----- | --- | --- | ----- |
| 1.   | Asterix Kieldrecht | 8  | 3 | 3 | 0 | 9  | 2  | 4,500 | 260 | 224 | 1,161 |
| 2.   | HAOK Mladost       | 6  | 3 | 2 | 1 | 6  | 4  | 1,500 | 239 | 217 | 1,101 |
| 3.   | OK Herceg Novi     | 4  | 3 | 1 | 2 | 5  | 7  | 0,714 | 251 | 263 | 0,954 |
| 4.   | ŽOK Gacko          | 0  | 3 | 0 | 3 | 2  | 9  | 0,222 | 224 | 270 | 0,830 |

      Kvalificerade för andra kvalomgången.
      Vidare till sextondelsfinal i CEV Cup

##### Grupp II

###### Resultat
| 10 oktober 2023 Sportovní hala Vodova, Brno Speltid: 1:28 - Åskådare: 50  | CSM Volei Alba Blaj | 3 - 0 | CV JAV Olímpico     | 25-23, 25-16, 25-18              |
| 10 oktober 2023 Sportovní hala Vodova, Brno Speltid: 0:00 - Åskådare:     | VK Královo Pole     | 3 - 0 | Hapoel Kfar Saba    | 25-0, 25-0, 25-0                 |
| 11 oktober 2023 Sportovní hala Vodova, Brno Speltid: 0:00 - Åskådare:     | CSM Volei Alba Blaj | 3 - 0 | Hapoel Kfar Saba    | 25-0, 25-0, 25-0                 |
| 11 oktober 2023 Sportovní hala Vodova, Brno Speltid: 2:07 - Åskådare: 550 | CV JAV Olímpico     | 2 - 3 | VK Královo Pole     | 25-16, 18-25, 27-25, 23-25, 9-15 |
| 12 oktober 2023 Sportovní hala Vodova, Brno Speltid: 0:00 - Åskådare:     | Hapoel Kfar Saba    | 0 - 3 | CV JAV Olímpico     | 0-25, 0-25, 0-25                 |
| 12 oktober 2023 Sportovní hala Vodova, Brno Speltid: 1:51 - Åskådare: 250 | VK Královo Pole     | 1 - 3 | CSM Volei Alba Blaj | 25-23, 11-25, 21-25, 15-25       |

###### Sluttabell
| Pos. | Lag                 | Pt | G | V | P | VS | FS | Kvot  | VP  | FP  | Kvot  |
| ---- | ------------------- | -- | - | - | - | -- | -- | ----- | --- | --- | ----- |
| 1.   | CSM Volei Alba Blaj | 9  | 3 | 3 | 0 | 9  | 1  | 9,000 | 248 | 129 | 1,922 |
| 2.   | VK Královo Pole     | 5  | 3 | 2 | 1 | 7  | 5  | 1,400 | 253 | 200 | 1,265 |
| 3.   | CV JAV Olímpico     | 4  | 3 | 1 | 2 | 5  | 6  | 0,833 | 234 | 181 | 1,293 |
| 4.   | Hapoel Kfar Saba    | 0  | 3 | 0 | 3 | 0  | 9  | 0,000 | 0   | 225 | 0,000 |

      Kvalificerade för andra kvalomgången.
      Vidare till sextondelsfinal i CEV Cup

#### Andra omgången

##### Grupp III

###### Resultat
| 24 oktober 2023 Sala polivalentă Alba Blaj, Blaj Speltid: 1:57 - Åskådare: 230   | Asterix Kieldrecht  | 3 - 2 | HAOK Mladost        | 25-19, 21-25, 25-13, 24-26, 15-9  |
| 24 oktober 2023 Sala polivalentă Alba Blaj, Blaj Speltid: 1:58 - Åskådare: 1 100 | CSM Volei Alba Blaj | 3 - 1 | VK Královo Pole     | 22-25, 25-23, 25-16, 25-14        |
| 25 oktober 2023 Sala polivalentă Alba Blaj, Blaj Speltid: 1:05 - Åskådare: 200   | Asterix Kieldrecht  | 3 - 0 | VK Královo Pole     | 25-11, 25-14, 25-17               |
| 25 oktober 2023 Sala polivalentă Alba Blaj, Blaj Speltid: 2:13 - Åskådare: 1 170 | HAOK Mladost        | 2 - 3 | CSM Volei Alba Blaj | 25-21, 21-25, 28-26, 15-25, 13-15 |
| 26 oktober 2023 Sala polivalentă Alba Blaj, Blaj Speltid: 1:06 - Åskådare: 150   | VK Královo Pole     | 0 - 3 | HAOK Mladost        | 15-25, 17-25, 17-25               |
| 26 oktober 2023 Sala polivalentă Alba Blaj, Blaj Speltid: 1:20 - Åskådare: 1 280 | CSM Volei Alba Blaj | 0 - 3 | Asterix Kieldrecht  | 20-25, 20-25, 19-25               |

###### Sluttabell
| Pos. | Lag                 | Pt | G | V | P | VS | FS | Kvot  | VP  | FP  | Kvot  |
| ---- | ------------------- | -- | - | - | - | -- | -- | ----- | --- | --- | ----- |
| 1.   | Asterix Kieldrecht  | 8  | 3 | 3 | 0 | 9  | 2  | 4,500 | 260 | 193 | 1,347 |
| 2.   | CSM Volei Alba Blaj | 5  | 3 | 2 | 1 | 6  | 6  | 1,000 | 268 | 255 | 1,051 |
| 3.   | HAOK Mladost        | 5  | 3 | 1 | 2 | 7  | 6  | 1,167 | 269 | 271 | 0,993 |
| 4.   | VK Královo Pole     | 0  | 3 | 0 | 3 | 1  | 9  | 0,111 | 169 | 247 | 0,684 |

      Kvalificerade för huvudturneringen.
      Vidare till sextondelsfinal i CEV Cup

### Gruppspel
| Grupp A                                      | Grupp B                             | Grupp C        | Grupp D               | Grupp E             |
| -------------------------------------------- | ----------------------------------- | -------------- | --------------------- | ------------------- |
| Jedinstvo Stara Pazova                       | Eczacıbaşı SK                       | Budowlani Łódź | Asterix Kieldrecht    | CSM Volei Alba Blaj |
| Volley Mulhouse Alsace                       | VK Maritsa                          | Fenerbahçe SK  | KS Developres Rzeszów | ŁKS Łódź            |
| Unione Sportiva Pro Victoria Pallavolo Monza | Pallavolo Scandicci Savino Del Bene | OK Kamnik      | Imoco Volley          | SK Prometej         |
| Vakıfbank SK                                 | Vasas SC                            | SC Potsdam     | Allianz MTV Stuttgart | Volero Le Cannet    |

#### Grupp A

##### Resultat
| 9 november 2023 Arena di Monza, Monza Speltid: 1:14 - Åskådare: 1 623            | Unione Sportiva Pro Victoria Pallavolo Monza | 3 - 0 | Jedinstvo Stara Pazova                       | 25-15, 25-16, 25-20               |
| 8 november 2023 VakıfBank Spor Sarayı, Istanbul Speltid: 1:28 - Åskådare: 1 700  | Vakıfbank SK                                 | 3 - 0 | Volley Mulhouse Alsace                       | 25-22, 25-13, 29-27               |
| 14 november 2023 Palais des Sports, Mulhouse Speltid: 1:07 - Åskådare: 2 184     | Volley Mulhouse Alsace                       | 0 - 3 | Unione Sportiva Pro Victoria Pallavolo Monza | 11-25, 12-25, 22-25               |
| 15 november 2023 Sportsko Poslovni Centar, Ruma Speltid: 1:12 - Åskådare: 2 210  | Jedinstvo Stara Pazova                       | 0 - 3 | Vakıfbank SK                                 | 15-25, 17-25, 14-25               |
| 29 november 2023 VakıfBank Spor Sarayı, Istanbul Speltid: 1:05 - Åskådare: 2 415 | Vakıfbank SK                                 | 0 - 3 | Unione Sportiva Pro Victoria Pallavolo Monza | 17-25, 17-25, 16-25               |
| 29 november 2023 Sportsko Poslovni Centar, Ruma Speltid: 1:54 - Åskådare: 2 800  | Jedinstvo Stara Pazova                       | 3 - 2 | Volley Mulhouse Alsace                       | 21-25, 25-20, 21-25, 25-18, 15-4  |
| 6 december 2023 Arena di Monza, Monza Speltid: 1:33 - Åskådare: 2 221            | Unione Sportiva Pro Victoria Pallavolo Monza | 3 - 1 | Volley Mulhouse Alsace                       | 25-18, 18-25, 25-16, 25-13        |
| 6 december 2023 VakıfBank Spor Sarayı, Istanbul Speltid: 1:41 - Åskådare: 2 050  | Vakıfbank SK                                 | 3 - 1 | Jedinstvo Stara Pazova                       | 25-22, 21-25, 25-19, 25-17        |
| 10 januari 2024 Sportsko Poslovni Centar, Ruma Speltid: 1:05 - Åskådare: 2 000   | Jedinstvo Stara Pazova                       | 0 - 3 | Unione Sportiva Pro Victoria Pallavolo Monza | 14-25, 16-25, 13-25               |
| 9 januari 2024 Palais des Sports, Mulhouse Speltid: 1:13 - Åskådare: 2 739       | Volley Mulhouse Alsace                       | 0 - 3 | Vakıfbank SK                                 | 22-25, 20-25, 17-25               |
| 16 januari 2024 Palalido, Milano Speltid: 1:57 - Åskådare: 4 647                 | Unione Sportiva Pro Victoria Pallavolo Monza | 2 - 3 | Vakıfbank SK                                 | 20-25, 17-25, 25-22, 25-18, 12-15 |
| 16 januari 2024 Palais des Sports, Mulhouse Speltid: 1:43 - Åskådare: 2 146      | Volley Mulhouse Alsace                       | 1 - 3 | Jedinstvo Stara Pazova                       | 25-22, 20-25, 15-25, 22-25        |

##### Sluttabell
| Pos. | Lag                                          | Pt | G | V | P | VS | FS | Kvot  | VP  | FP  | Kvot  |
| ---- | -------------------------------------------- | -- | - | - | - | -- | -- | ----- | --- | --- | ----- |
| 1.   | Unione Sportiva Pro Victoria Pallavolo Monza | 16 | 6 | 5 | 1 | 17 | 4  | 4,250 | 492 | 366 | 1,344 |
| 2.   | Vakıfbank SK                                 | 14 | 6 | 5 | 1 | 15 | 6  | 2,500 | 480 | 424 | 1,132 |
| 3.   | Jedinstvo Stara Pazova                       | 5  | 6 | 2 | 4 | 7  | 15 | 0,467 | 427 | 495 | 0,863 |
| 4.   | Volley Mulhouse Alsace                       | 1  | 6 | 0 | 6 | 4  | 18 | 0,222 | 412 | 526 | 0,783 |

      Kvalificerade för kvartsfinal
      Kvalificerade för åttondelsfinal
      Kvalificerade för kvartsfinal i CEV Cup.

#### Grupp B

##### Resultat
| 8 november 2023 Burhan Felek Spor Salonu, Istanbul Speltid: 1:28 - Åskådare: 2 875 | Eczacıbaşı SK                       | 3 - 0 | Vasas SC                            | 27-25, 25-21, 25-17              |
| 8 november 2023 Palazzo Wanny, Florens Speltid: 1:08 - Åskådare: 1 300             | Pallavolo Scandicci Savino Del Bene | 3 - 0 | VK Maritsa                          | 25-15, 25-14, 25-11              |
| 16 november 2023 Kolodruma, Plovdiv Speltid: 1:12 - Åskådare: 2 188                | VK Maritsa                          | 0 - 3 | Eczacıbaşı SK                       | 13-25, 16-25, 20-25              |
| 15 november 2023 Érd Aréna, Érd Speltid: 1:22 - Åskådare: 1 000                    | Vasas SC                            | 0 - 3 | Pallavolo Scandicci Savino Del Bene | 18-25, 18-25, 22-25              |
| 29 november 2023 Palazzo Wanny, Florens Speltid: 2:02 - Åskådare: 1 405            | Pallavolo Scandicci Savino Del Bene | 3 - 1 | Eczacıbaşı SK                       | 25-14, 25-27, 27-25, 25-23       |
| 29 november 2023 Érd Aréna, Érd Speltid: 2:08 - Åskådare: 1 050                    | Vasas SC                            | 2 - 3 | VK Maritsa                          | 25-22, 17-25, 18-25, 25-14, 8-15 |
| 5 december 2023 Burhan Felek Spor Salonu, Istanbul Speltid: 1:16 - Åskådare: 1 350 | Eczacıbaşı SK                       | 3 - 0 | VK Maritsa                          | 25-19, 25-20, 25-19              |
| 6 december 2023 Palazzo Wanny, Florens Speltid: 1:06 - Åskådare: 900               | Pallavolo Scandicci Savino Del Bene | 3 - 0 | Vasas SC                            | 25-14, 25-19, 25-15              |
| 10 januari 2024 Érd Aréna, Érd Speltid: 1:45 - Åskådare: 1 020                     | Vasas SC                            | 1 - 3 | Eczacıbaşı SK                       | 15-25, 16-25, 25-20, 22-25       |
| 10 januari 2024 Kolodruma, Plovdiv Speltid: 1:13 - Åskådare: 2 023                 | VK Maritsa                          | 0 - 3 | Pallavolo Scandicci Savino Del Bene | 20-25, 14-25, 16-25              |
| 16 januari 2024 Burhan Felek Spor Salonu, Istanbul Speltid: 1:47 - Åskådare: 3 950 | Eczacıbaşı SK                       | 1 - 3 | Pallavolo Scandicci Savino Del Bene | 23-25, 21-25, 25-16, 23-25       |
| 16 januari 2024 Kolodruma, Plovdiv Speltid: 1:18 - Åskådare: 2 495                 | VK Maritsa                          | 0 - 3 | Vasas SC                            | 24-26, 19-25, 17-25              |

##### Sluttabell
| Pos. | Lag                                 | Pt | G | V | P | VS | FS | Kvot  | VP  | FP  | Kvot  |
| ---- | ----------------------------------- | -- | - | - | - | -- | -- | ----- | --- | --- | ----- |
| 1.   | Pallavolo Scandicci Savino Del Bene | 18 | 6 | 6 | 0 | 18 | 2  | 9,000 | 493 | 377 | 1,308 |
| 2.   | Eczacıbaşı SK                       | 12 | 6 | 4 | 2 | 14 | 7  | 2,000 | 503 | 441 | 1,141 |
| 3.   | Vasas SC                            | 4  | 6 | 1 | 5 | 6  | 15 | 0,400 | 416 | 483 | 0,861 |
| 4.   | VK Maritsa                          | 2  | 6 | 1 | 5 | 3  | 17 | 0,176 | 358 | 469 | 0,763 |

      Kvalificerade för kvartsfinal
      Kvalificerade för åttondelsfinal
      Kvalificerade för kvartsfinal i CEV Cup.

#### Grupp C

##### Resultat
| 7 november 2023 Burhan Felek Spor Salonu, Istanbul Speltid: 1:07 - Åskådare: 1 195 | Fenerbahçe SK  | 3 - 0 | OK Kamnik      | 25-16, 25-18, 25-19               |
| 7 november 2023 Łódź Sport Arena, Łódź Speltid: 1:20 - Åskådare: 846               | Budowlani Łódź | 0 - 3 | SC Potsdam     | 21-25, 18-25, 24-26               |
| 14 november 2023 MBS Arena Potsdam, Potsdam Speltid: 6:19 - Åskådare: 2 125        | SC Potsdam     | 0 - 3 | Fenerbahçe SK  | 18-25, 20-25, 19-25               |
| 14 november 2023 Hala Tivoli, Ljubljana Speltid: 1:42 - Åskådare: 300              | OK Kamnik      | 1 - 3 | Budowlani Łódź | 22-25, 25-14, 18-25, 17-25        |
| 28 november 2023 Łódź Sport Arena, Łódź Speltid: 1:17 - Åskådare: 2 426            | Budowlani Łódź | 0 - 3 | Fenerbahçe SK  | 24-26, 18-25, 19-25               |
| 30 november 2023 Hala Tivoli, Ljubljana Speltid: 2:18 - Åskådare: 423              | OK Kamnik      | 2 - 3 | SC Potsdam     | 25-18, 23-25, 18-25, 25-23, 14-16 |
| 6 december 2023 Burhan Felek Spor Salonu, Istanbul Speltid: 1:06 - Åskådare: 2 472 | Fenerbahçe SK  | 3 - 0 | SC Potsdam     | 25-13, 25-19, 25-15               |
| 6 december 2023 Łódź Sport Arena, Łódź Speltid: 1:22 - Åskådare: 723               | Budowlani Łódź | 3 - 0 | OK Kamnik      | 25-22, 25-17, 25-17               |
| 11 januari 2024 Hala Tivoli, Ljubljana Speltid: 1:11 - Åskådare: 450               | OK Kamnik      | 0 - 3 | Fenerbahçe SK  | 21-25, 17-25, 19-25               |
| 10 januari 2024 MBS Arena Potsdam, Potsdam Speltid: 1:45 - Åskådare: 795           | SC Potsdam     | 3 - 1 | Budowlani Łódź | 20-25, 25-16, 26-24, 25-18        |
| 16 januari 2024 Burhan Felek Spor Salonu, Istanbul Speltid: 1:11 - Åskådare: 3 002 | Fenerbahçe SK  | 3 - 0 | Budowlani Łódź | 25-20, 25-19, 25-17               |
| 16 januari 2024 MBS Arena Potsdam, Potsdam Speltid: 1:16 - Åskådare: 958           | SC Potsdam     | 3 - 0 | OK Kamnik      | 30-28, 25-10, 25-18               |

##### Sluttabell
| Pos. | Lag            | Pt | G | V | P | VS | FS | Kvot  | VP  | FP  | Kvot  |
| ---- | -------------- | -- | - | - | - | -- | -- | ----- | --- | --- | ----- |
| 1.   | Fenerbahçe SK  | 18 | 6 | 6 | 0 | 18 | 0  | MAX   | 451 | 331 | 1,363 |
| 2.   | SC Potsdam     | 11 | 6 | 4 | 2 | 12 | 9  | 1,333 | 463 | 457 | 1,013 |
| 3.   | Budowlani Łódź | 6  | 6 | 2 | 4 | 7  | 13 | 0,538 | 427 | 461 | 0,926 |
| 4.   | OK Kamnik      | 1  | 6 | 0 | 6 | 3  | 18 | 0,167 | 409 | 501 | 0,816 |

      Kvalificerade för kvartsfinal
      Kvalificerade för åttondelsfinal
      Kvalificerade för kvartsfinal i CEV Cup.

#### Grupp D

##### Resultat
| 7 november 2023 PalaVerde, Villorba Speltid: 1:16 - Åskådare: 2 830      | Imoco Volley          | 3 - 0 | Asterix Kieldrecht    | 27-25, 25-16, 25-16               |
| 7 november 2023 Hala Podpromie, Rzeszów Speltid: 2:14 - Åskådare: 1 200  | KS Developres Rzeszów | 3 - 2 | Allianz MTV Stuttgart | 23-25, 26-24, 17-25, 25-23, 15-12 |
| 15 november 2023 SCHARRena, Stuttgart Speltid: 1:40 - Åskådare: 2 147    | Allianz MTV Stuttgart | 1 - 3 | Imoco Volley          | 25-21, 19-25, 20-25, 18-25        |
| 16 november 2023 Topsporthal, Beveren Speltid: 1:46 - Åskådare: 453      | Asterix Kieldrecht    | 1 - 3 | KS Developres Rzeszów | 19-25, 24-26, 25-22, 14-25        |
| 29 november 2023 Hala Podpromie, Rzeszów Speltid: 1:40 - Åskådare: 2 850 | KS Developres Rzeszów | 1 - 3 | Imoco Volley          | 15-25, 15-25, 25-17, 26-28        |
| 28 november 2023 Topsporthal, Beveren Speltid: 1:11 - Åskådare: 650      | Asterix Kieldrecht    | 0 - 3 | Allianz MTV Stuttgart | 20-25, 18-25, 16-25               |
| 5 december 2023 PalaVerde, Villorba Speltid: 1:14 - Åskådare: 2 730      | Imoco Volley          | 3 - 0 | Allianz MTV Stuttgart | 25-19, 25-15, 25-23               |
| 7 december 2023 Hala Podpromie, Rzeszów Speltid: 1:44 - Åskådare: 1 980  | KS Developres Rzeszów | 3 - 1 | Asterix Kieldrecht    | 25-23, 25-16, 23-25, 25-18        |
| 11 januari 2024 Topsporthal, Beveren Speltid: 1:05 - Åskådare: 1 000     | Asterix Kieldrecht    | 0 - 3 | Imoco Volley          | 11-25, 14-25, 14-25               |
| 10 januari 2024 SCHARRena, Stuttgart Speltid: 2:05 - Åskådare: 1 902     | Allianz MTV Stuttgart | 3 - 2 | KS Developres Rzeszów | 21-25, 20-25, 25-19, 25-14, 15-9  |
| 16 januari 2024 PalaVerde, Villorba Speltid: 1:28 - Åskådare: 2 130      | Imoco Volley          | 3 - 1 | KS Developres Rzeszów | 25-16, 23-25, 25-16, 25-11        |
| 16 januari 2024 SCHARRena, Stuttgart Speltid: 1:03 - Åskådare: 1 879     | Allianz MTV Stuttgart | 3 - 0 | Asterix Kieldrecht    | 25-14, 25-13, 25-16               |

##### Sluttabell
| Pos. | Lag                   | Pt | G | V | P | VS | FS | Kvot  | VP  | FP  | Kvot  |
| ---- | --------------------- | -- | - | - | - | -- | -- | ----- | --- | --- | ----- |
| 1.   | Imoco Volley          | 18 | 6 | 6 | 0 | 18 | 3  | 6,000 | 516 | 384 | 1,344 |
| 2.   | Allianz MTV Stuttgart | 9  | 6 | 3 | 3 | 12 | 11 | 1,091 | 504 | 466 | 1,082 |
| 3.   | KS Developres Rzeszów | 9  | 6 | 3 | 3 | 13 | 13 | 1,000 | 543 | 572 | 0,949 |
| 4.   | Asterix Kieldrecht    | 0  | 6 | 0 | 6 | 2  | 18 | 0,111 | 357 | 498 | 0,717 |

      Kvalificerade för kvartsfinal
      Kvalificerade för åttondelsfinal
      Kvalificerade för kvartsfinal i CEV Cup.

#### Grupp E

##### Resultat
| 8 november 2023 Łódź Sport Arena, Łódź Speltid: 1:53 - Åskådare: 1 850            | ŁKS Łódź            | 1 - 3 | CSM Volei Alba Blaj | 23-25, 25-19, 29-31, 17-25        |
| 7 november 2023 La Palestre, Le Cannet Speltid: 1:20 - Åskådare: 821              | Volero Le Cannet    | 3 - 0 | SK Prometej         | 25-20, 25-22, 25-20               |
| 15 november 2023 Sala Sporturilor, Mioveni Speltid: 1:29 - Åskådare: 850          | SK Prometej         | 0 - 3 | ŁKS Łódź            | 20-25, 17-25, 23-25               |
| 15 november 2023 Sala polivalentă Alba Blaj, Blaj Speltid: 2:05 - Åskådare: 1 750 | CSM Volei Alba Blaj | 2 - 3 | Volero Le Cannet    | 18-25, 25-22, 25-15, 20-25, 13-15 |
| 30 november 2023 La Palestre, Le Cannet Speltid: 2:23 - Åskådare: 857             | Volero Le Cannet    | 3 - 2 | ŁKS Łódź            | 23-25, 25-18, 25-15, 20-25, 15-7  |
| 29 november 2023 Sala polivalentă Alba Blaj, Blaj Speltid: 2:26 - Åskådare: 1 800 | CSM Volei Alba Blaj | 2 - 3 | SK Prometej         | 23-25, 25-21, 25-18, 18-25, 8-15  |
| 5 december 2023 Łódź Sport Arena, Łódź Speltid: 2:16 - Åskådare: 2 100            | ŁKS Łódź            | 3 - 2 | SK Prometej         | 25-23, 22-25, 28-26, 23-25, 15-10 |
| 5 december 2023 La Palestre, Le Cannet Speltid: 1:21 - Åskådare: 1 043            | Volero Le Cannet    | 0 - 3 | CSM Volei Alba Blaj | 23-25, 24-26, 15-25               |
| 11 januari 2024 Sala polivalentă Alba Blaj, Blaj Speltid: 1:16 - Åskådare: 1 708  | CSM Volei Alba Blaj | 0 - 3 | ŁKS Łódź            | 16-25, 20-25, 14-25               |
| 11 januari 2024 Sala Sporturilor, Mioveni Speltid: 1:46 - Åskådare: 300           | SK Prometej         | 3 - 1 | Volero Le Cannet    | 25-20, 25-13, 24-26, 25-16        |
| 16 januari 2024 Łódź Sport Arena, Łódź Speltid: 1:57 - Åskådare: 2 630            | ŁKS Łódź            | 3 - 2 | Volero Le Cannet    | 19-25, 25-21, 24-26, 25-20, 15-11 |
| 16 januari 2024 Sala Sporturilor, Mioveni Speltid: 2:06 - Åskådare: 300           | SK Prometej         | 3 - 1 | CSM Volei Alba Blaj | 25-22, 25-20, 16-25, 25-21        |

##### Sluttabell
| Pos. | Lag                 | Pt | G | V | P | VS | FS | Kvot  | VP  | FP  | Kvot  |
| ---- | ------------------- | -- | - | - | - | -- | -- | ----- | --- | --- | ----- |
| 1.   | ŁKS Łódź            | 11 | 6 | 4 | 2 | 15 | 10 | 1,500 | 555 | 530 | 1,047 |
| 2.   | SK Prometej         | 9  | 6 | 3 | 3 | 11 | 13 | 0,846 | 525 | 525 | 1,000 |
| 3.   | Volero Le Cannet    | 8  | 6 | 3 | 3 | 12 | 13 | 0,923 | 525 | 536 | 0,979 |
| 4.   | CSM Volei Alba Blaj | 8  | 6 | 2 | 4 | 11 | 13 | 0,846 | 514 | 528 | 0,973 |

      Kvalificerade för kvartsfinal
      Kvalificerade för åttondelsfinal
      Kvalificerade för kvartsfinal i CEV Cup.

#### Tabell över samtliga grupper
| Pos. | Lag                                          | Pt | G | V | P | VS | FS | Kvot  | VP  | FP  | Kvot  |
| ---- | -------------------------------------------- | -- | - | - | - | -- | -- | ----- | --- | --- | ----- |
| 1C.  | Fenerbahçe SK                                | 18 | 6 | 6 | 0 | 18 | 0  | MAX   | 451 | 331 | 1,363 |
| 1B.  | Pallavolo Scandicci Savino Del Bene          | 18 | 6 | 6 | 0 | 18 | 2  | 9,000 | 493 | 377 | 1,308 |
| 1D.  | Imoco Volley                                 | 18 | 6 | 6 | 0 | 18 | 3  | 6,000 | 516 | 384 | 1,344 |
| 1A.  | Unione Sportiva Pro Victoria Pallavolo Monza | 16 | 6 | 5 | 1 | 17 | 4  | 4,250 | 492 | 366 | 1,344 |
| 1E.  | ŁKS Łódź                                     | 11 | 6 | 4 | 2 | 15 | 10 | 1,500 | 555 | 530 | 1,047 |
|      |                                              |    |   |   |   |    |    |       |     |     |       |
| 2A.  | Vakıfbank SK                                 | 14 | 6 | 5 | 1 | 15 | 6  | 2,500 | 480 | 424 | 1,132 |
| 2B.  | Eczacıbaşı SK                                | 12 | 6 | 4 | 2 | 14 | 7  | 2,000 | 503 | 441 | 1,141 |
| 2C.  | SC Potsdam                                   | 11 | 6 | 4 | 2 | 12 | 9  | 1,333 | 463 | 457 | 1,013 |
| 2D.  | Allianz MTV Stuttgart                        | 9  | 6 | 3 | 3 | 12 | 11 | 1,091 | 504 | 466 | 1,082 |
| 2E.  | SK Prometej                                  | 9  | 6 | 3 | 3 | 11 | 13 | 0,846 | 525 | 525 | 1,000 |
|      |                                              |    |   |   |   |    |    |       |     |     |       |
| 3D.  | KS Developres Rzeszów                        | 9  | 6 | 3 | 3 | 13 | 13 | 1,000 | 543 | 572 | 0,949 |
| 3E.  | Volero Le Cannet                             | 8  | 6 | 3 | 3 | 12 | 13 | 0,923 | 525 | 536 | 0,979 |
| 3C.  | Budowlani Łódź                               | 6  | 6 | 2 | 4 | 7  | 13 | 0,538 | 427 | 461 | 0,926 |
| 3A.  | Jedinstvo Stara Pazova                       | 5  | 6 | 2 | 4 | 7  | 15 | 0,467 | 427 | 495 | 0,863 |
| 3B.  | Vasas SC                                     | 4  | 6 | 1 | 5 | 6  | 15 | 0,400 | 416 | 483 | 0,861 |
|      |                                              |    |   |   |   |    |    |       |     |     |       |
| 4E.  | CSM Volei Alba Blaj                          | 8  | 6 | 2 | 4 | 11 | 13 | 0,846 | 514 | 528 | 0,973 |
| 4B.  | VK Maritsa                                   | 2  | 6 | 1 | 5 | 3  | 17 | 0,176 | 358 | 469 | 0,763 |
| 4A.  | Volley Mulhouse Alsace                       | 1  | 6 | 0 | 6 | 4  | 18 | 0,222 | 412 | 526 | 0,783 |
| 4C.  | OK Kamnik                                    | 1  | 6 | 0 | 6 | 3  | 18 | 0,167 | 409 | 501 | 0,816 |
| 4D.  | Asterix Kieldrecht                           | 0  | 6 | 0 | 6 | 2  | 18 | 0,111 | 357 | 498 | 0,717 |

      Kvalificerade för kvartsfinal
      Kvalificerade för åttondelsfinal
      Kvalificerade för kvartsfinal i CEV Cup.

### Slutspel

#### Spelschema
|  | Playoff | Playoff               | Playoff | Playoff |  |  | Kvartsfinaler | Kvartsfinaler                                | Kvartsfinaler | Kvartsfinaler |   |     | Semifinaler | Semifinaler                                  | Semifinaler | Semifinaler                                  |   |  | Final | Final | Final |  |
|  |         |                       |         |         |  |  |               |                                              |               |               |   |     |             |                                              |             |                                              |   |  |       |       |       |  |
|  | 3D      | KS Developres Rzeszów | 0       | 0       |  |  |               |                                              |               |               |   |     |             |                                              |             |                                              |   |  |       |       |       |  |
|  | 2A      | Vakıfbank SK          | 3       | 3       |  |  | 2A            | Vakıfbank SK                                 | 1             | 1             |   |     |             |                                              |             |                                              |   |  |       |       |       |  |
|  |         |                       |         |         |  |  | 1D            | Imoco Volley                                 | 3             | 3             |   |     |             |                                              |             |                                              |   |  |       |       |       |  |
|  |         |                       |         |         |  |  |               |                                              |               |               |   |     | 1D          | Imoco Volley                                 | 3           | 3                                            |   |  |       |       |       |  |
|  | 2E      | SK Prometej           | 0       | 1       |  |  |               |                                              | 2B            | Eczacıbaşı SK | 2 | 1   |             |                                              |             |                                              |   |  |       |       |       |  |
|  | 2B      | Eczacıbaşı SK         | 3       | 3       |  |  | 2B            | Eczacıbaşı SK                                | 3             | 3             |   |     |             |                                              |             |                                              |   |  |       |       |       |  |
|  |         |                       |         |         |  |  | 1B            | Pallavolo Scandicci Savino Del Bene          | 2             | 2             |   |     |             |                                              |             |                                              |   |  |       |       |       |  |
|  |         |                       |         |         |  |  |               |                                              |               |               |   |     | 1D          | Imoco Volley                                 | 3           |                                              |   |  |       |       |       |  |
|  |         |                       |         |         |  |  |               |                                              |               |               |   |     |             |                                              | 1A          | Unione Sportiva Pro Victoria Pallavolo Monza | 2 |  |       |       |       |  |
|  |         |                       |         |         |  |  | 1E            | ŁKS Łódź                                     | 1             | 0             |   |     |             |                                              |             |                                              |   |  |       |       |       |  |
|  |         |                       |         |         |  |  | 1A            | Unione Sportiva Pro Victoria Pallavolo Monza | 3             | 3             |   |     |             |                                              |             |                                              |   |  |       |       |       |  |
|  |         |                       |         |         |  |  |               |                                              |               |               |   |     | 1A          | Unione Sportiva Pro Victoria Pallavolo Monza | 3           | 115                                          |   |  |       |       |       |  |
|  | 2D      | Allianz MTV Stuttgart | 3       | 3       |  |  |               |                                              | 1C            | Fenerbahçe SK | 0 | 311 |             |                                              |             |                                              |   |  |       |       |       |  |
|  | 2C      | SC Potsdam            | 0       | 0       |  |  | 2D            | Allianz MTV Stuttgart                        | 3             | 1             |   |     |             |                                              |             |                                              |   |  |       |       |       |  |
|  |         |                       |         |         |  |  | 1C            | Fenerbahçe SK                                | 2             | 3             |   |     |             |                                              |             |                                              |   |  |       |       |       |  |

#### Resultat

##### Playoff

###### Match 1
| 30 januari 2024 Hala Podpromie, Rzeszów Speltid: 1:16 - Åskådare: 3 100 | KS Developres Rzeszów | 0 - 3 | Vakıfbank SK  | 20-25, 12-25, 26-28 |
| 1 februari 2024 Sala Sporturilor, Mioveni Speltid: 1:04 - Åskådare: 900 | SK Prometej           | 0 - 3 | Eczacıbaşı SK | 15-25, 13-25, 16-25 |
| 1 februari 2024 SCHARRena, Stuttgart Speltid: 1:23 - Åskådare: 1 826    | Allianz MTV Stuttgart | 3 - 0 | SC Potsdam    | 25-18, 27-25, 25-19 |

###### Match 2
| 8 februari 2024 VakıfBank Spor Sarayı, Istanbul Speltid: 1:10 - Åskådare: 2 600    | Vakıfbank SK  | 3 - 0 | KS Developres Rzeszów | 25-12, 25-18, 25-23        |
| 7 februari 2024 Burhan Felek Spor Salonu, Istanbul Speltid: 1:41 - Åskådare: 1 350 | Eczacıbaşı SK | 3 - 1 | SK Prometej           | 25-20, 25-15, 23-25, 25-16 |
| 7 februari 2024 MBS Arena Potsdam, Potsdam Speltid: 1:14 - Åskådare: 1 189         | SC Potsdam    | 0 - 3 | Allianz MTV Stuttgart | 19-25, 24-26, 22-25        |

##### Kvartsfinaler

###### Match 1
| 20 februari 2024 VakıfBank Spor Sarayı, Istanbul Speltid: 1:49 - Åskådare: 2 640    | Vakıfbank SK          | 1 - 3 | Imoco Volley                                 | 25-23, 17-25, 18-25, 18-25        |
| 21 februari 2024 Burhan Felek Spor Salonu, Istanbul Speltid: 2:17 - Åskådare: 3 850 | Eczacıbaşı SK         | 3 - 2 | Pallavolo Scandicci Savino Del Bene          | 23-25, 25-21, 24-26, 25-17, 15-10 |
| 20 februari 2024 Łódź Sport Arena, Łódź Speltid: 1:34 - Åskådare: 2 870             | ŁKS Łódź              | 1 - 3 | Unione Sportiva Pro Victoria Pallavolo Monza | 18-25, 25-14, 18-25, 14-25        |
| 20 februari 2024 SCHARRena, Stuttgart Speltid: 2:00 - Åskådare: 2 251               | Allianz MTV Stuttgart | 3 - 2 | Fenerbahçe SK                                | 22-25, 26-24, 19-25, 25-20, 15-10 |

###### Match 2
| 29 februari 2024 PalaVerde, Villorba Speltid: 1:34 - Åskådare: 5 103                | Imoco Volley                                 | 3 - 1 | Vakıfbank SK          | 20-25, 25-18, 25-19, 25-16        |
| 28 februari 2024 Palazzo Wanny, Florens Speltid: 2:18 - Åskådare: 3 625             | Pallavolo Scandicci Savino Del Bene          | 2 - 3 | Eczacıbaşı SK         | 25-27, 25-20, 25-18, 22-25, 12-15 |
| 29 februari 2024 Palalido, Milano Speltid: 1:19 - Åskådare: 3 899                   | Unione Sportiva Pro Victoria Pallavolo Monza | 3 - 0 | ŁKS Łódź              | 25-21, 25-14, 25-23               |
| 28 februari 2024 Burhan Felek Spor Salonu, Istanbul Speltid: 1:40 - Åskådare: 7 000 | Fenerbahçe SK                                | 3 - 1 | Allianz MTV Stuttgart | 25-15, 25-15, 23-25, 25-19        |

##### Semifinaler

###### Match 1
| 14 mars 2024 PalaVerde, Villorba Speltid: 2:15 - Åskådare: 5 344 | Imoco Volley                                 | 3 - 2 | Eczacıbaşı SK | 26-28, 20-25, 25-14, 25-22, 18-16 |
| 12 mars 2024 Palalido, Milano Speltid: 1:26 - Åskådare: 4 367    | Unione Sportiva Pro Victoria Pallavolo Monza | 3 - 0 | Fenerbahçe SK | 25-21, 27-25, 25-20               |

###### Match 2
| 20 mars 2024 Burhan Felek Spor Salonu, Istanbul Speltid: 1:41 - Åskådare: 5 500 | Eczacıbaşı SK | 1 - 3 | Imoco Volley                                 | 17-25, 15-25, 26-24, 16-25                   |
| 19 mars 2024 Burhan Felek Spor Salonu, Istanbul Speltid: 2:00 - Åskådare: 7 000 | Fenerbahçe SK | 3 - 1 | Unione Sportiva Pro Victoria Pallavolo Monza | 25-15, 26-28, 25-22, 25-23 Golden set: 11-15 |

##### Final
| 5 maj 2024 Speltid: - Åskådare: | Imoco Volley | 3 - 2 | Unione Sportiva Pro Victoria Pallavolo Monza | 25-14, 23-25, 25-19, 19-25, 15-9 |

## Statistik[7]
| Vunna poäng | Vunna poäng         | Vunna poäng | Vunna poäng                                  |
| Pos.        | Namn                | Poäng       | Lag                                          |
| ----------- | ------------------- | ----------- | -------------------------------------------- |
| 1           | Tijana Bošković     | 259         | Eczacıbaşı SK                                |
| 2           | Isabelle Haak       | 244         | Imoco Volley                                 |
| 3           | Paola Egonu         | 218         | Unione Sportiva Pro Victoria Pallavolo Monza |
| 4           | Iris Vos            | 195         | Asterix Kieldrecht                           |
| 5           | Krystal Rivers      | 189         | Allianz MTV Stuttgart                        |
| 6           | Ekaterina Antropova | 175         | Pallavolo Scandicci Savino Del Bene          |
| 7           | Arina Fedorovtseva  | 174         | Fenerbahçe SK                                |
| 8           | Valentina Diouf     | 172         | ŁKS Łódź                                     |
| 9           | Manon Stragier      | 163         | Asterix Kieldrecht                           |
| 10          | Gabriela Orvošová   | 133         | KS Developres Rzeszów                        |

| Vunna attacker | Vunna attacker      | Vunna attacker | Vunna attacker                               |
| Pos.           | Namn                | Poäng          | Lag                                          |
| -------------- | ------------------- | -------------- | -------------------------------------------- |
| 1              | Tijana Bošković     | 221            | Eczacıbaşı SK                                |
| 2              | Isabelle Haak       | 208            | Imoco Volley                                 |
| 3              | Paola Egonu         | 181            | Unione Sportiva Pro Victoria Pallavolo Monza |
| 4              | Krystal Rivers      | 171            | Allianz MTV Stuttgart                        |
| 5              | Iris Vos            | 166            | Asterix Kieldrecht                           |
| 6              | Valentina Diouf     | 149            | ŁKS Łódź                                     |
| 7              | Manon Stragier      | 138            | Asterix Kieldrecht                           |
| 8              | Ekaterina Antropova | 137            | Pallavolo Scandicci Savino Del Bene          |
| 9              | Arina Fedorovtseva  | 128            | Fenerbahçe SK                                |
| 10             | Bogumila Bjarda     | 117            | CSM Volei Alba Blaj                          |

| Vunna block | Vunna block           | Vunna block | Vunna block                                  |
| Pos.        | Namn                  | Poäng       | Lag                                          |
| ----------- | --------------------- | ----------- | -------------------------------------------- |
| 1           | Jovana Kocić          | 45          | CSM Volei Alba Blaj                          |
| 2           | Ana Carolina da Silva | 28          | Pallavolo Scandicci Savino Del Bene          |
| 2           | Dana Rettke           | 28          | Unione Sportiva Pro Victoria Pallavolo Monza |
| 4           | Robin de Kruijf       | 25          | Imoco Volley                                 |
| 4           | Chiaka Ogbogu         | 25          | Vakıfbank SK                                 |
| 4           | Eline Timmerman       | 25          | Allianz MTV Stuttgart                        |
| 7           | Paola Egonu           | 23          | Unione Sportiva Pro Victoria Pallavolo Monza |
| 7           | Svitlana Lidiaieva    | 23          | SK Prometej                                  |
| 7           | Nneka Onyejekwe       | 23          | CSM Volei Alba Blaj                          |
| 10          | Tijana Bošković       | 21          | Eczacıbaşı SK                                |
| 10          | Raphaela Folie        | 21          | Unione Sportiva Pro Victoria Pallavolo Monza |
| 10          | Kamila Ganszczyk      | 21          | ŁKS Łódź                                     |
| 10          | Laura Heyrman         | 21          | Unione Sportiva Pro Victoria Pallavolo Monza |

| Serveess | Serveess            | Serveess | Serveess                                     |
| Pos.     | Namn                | Poäng    | Lag                                          |
| -------- | ------------------- | -------- | -------------------------------------------- |
| 1        | Arina Fedorovtseva  | 34       | Fenerbahçe SK                                |
| 2        | Iris Vos            | 21       | Asterix Kieldrecht                           |
| 3        | Ekaterina Antropova | 19       | Pallavolo Scandicci Savino Del Bene          |
| 3        | Isabelle Haak       | 19       | Imoco Volley                                 |
| 5        | Tijana Bošković     | 17       | Eczacıbaşı SK                                |
| 6        | Paola Egonu         | 15       | Unione Sportiva Pro Victoria Pallavolo Monza |
| 6        | Manon Stragier      | 15       | Asterix Kieldrecht                           |
| 8        | Alexandra Frantti   | 14       | Vakıfbank SK                                 |
| 8        | Anna Koulberg       | 14       | Asterix Kieldrecht                           |
| 10       | Charlotte Krenicky  | 13       | Asterix Kieldrecht                           |
| 10       | María Segura        | 13       | Allianz MTV Stuttgart                        |